# 芬妮·白蘭克-柯恩
弗朗西娜·芬妮·埃尔塞·白蘭克-柯恩（荷蘭語：Francina Fanny Elsje Blankers-Koen，1918年4月26日—2004年1月25日），荷蘭女子田径選手，以在倫敦的1948年夏季奥林匹克运动会獲得四面金牌而聞名。她當時三十歲，以二個小孩母親的身份完成此項成就，被稱為「飛翔的家庭主婦」（the flying housewife），也是那次奧運最成功的運動員。
她在1934年開始參加田徑比賽，在一年後參加1936年夏季奥林匹克运动会。在二次世界大戰時，國際型的運動賽暫停，不過芬妮·白蘭克-柯恩在這段時間在許多個別比賽創造紀錄，例如跳遠、跳高、短跑及跨欄的比賽。
除了四面奧運金牌外，芬妮·白蘭克-柯恩贏得了五面歐洲田徑錦標賽獎牌及58面荷蘭國內比賽獎牌，打破或是平12項世界紀錄，最後一次世界紀錄是在1951年的女子五項全能，她當時33歲。芬妮·白蘭克-柯恩在1955年退役不再參加比賽，之後成為荷蘭女田徑隊的隊長。芬妮·白蘭克-柯恩在1999年被国际田径联合会（IAAF）獲選為「世紀女運動員」。芬妮·白蘭克在奧運的勝利打破了「年齡和母性會阻礙女性運動員成功」的想法。

## 生平

### 早年生活
芬妮·柯恩1918年4月26日出生于荷蘭的拉赫菲斯赫（靠近巴恩）。她的父親是公務員，也是铅球及铁饼選手，芬妮·柯恩有五個兄弟。她在青少年時喜歡网球、游泳、体操、滑冰、击剑及跑步。她的身高1.75米（5英尺9英寸），是天生的運動員，她的運動天份很快就發掘出來了，但她無法決定要從事哪一項運動。有一名游泳教練建議她以跑步為主，因為當時在荷蘭已有許多頂尖的游泳選手（例如丽·马斯滕布鲁克，1936年奧運女子100公尺自由式、女子400公尺自由式金牌），若她專攻田徑，比較有機會取得奧運資格。
她第一次參加體育比賽是在1935年，她當時17歲。她第一次的比賽失敗了，不過在第三次比賽時，在800公尺賽跑打破了全國記錄。芬妮·柯恩很快就進入荷蘭代表隊，不過是短跑選手，不是中长跑選手。當時認為中长跑對女性跑者的體力負荷太大，因此自1932年至1956年的奧運中沒有女子800公尺賽跑的項目。隔年她的教練及未來的丈夫楊·布蘭克斯（曾在
1928年夏季奥林匹克运动会參加過三级跳远），鼓勵她參加1936年夏季柏林奥运的資格賽。她當時18歲，獲選參加跳高及4 × 100公尺接力賽跑。
在柏林奥运中，跳高比賽和4 × 100公尺接力賽跑在同一天進行。她在跳高比賽和其他二位選手並列第五名，荷蘭隊的4 × 100公尺接力賽在決賽中獲得第五名（決賽時的第六名德國隊被判取消資格）。她也獲得了美國運動員杰西·欧文斯（美國非洲裔田徑運動員，該屆是男子100米、200米，跳遠和4x100米接力金牌得主）的簽名，是她最寶貴的紀念品。
芬妮·柯恩的田徑成績慢慢的提昇，在1938年時首次打破世界紀錄（100碼女子賽跑11.0秒），那一年獲得了第一面國際比賽的獎牌，在維也納的歐洲田徑锦标賽中，她摘得100公尺及200公尺赛跑銅牌。許多觀察家都預期她在預定在1940年7月舉行的1940年赫尔辛基奥運有好的成績，芬妮·柯恩也這麼期待。
不過第二次世界大戰的爆發暫停了1940年赫尔辛基奥運的準備工作，於1940年5月2日正式宣布取消1940年赫尔辛基奥運，一週後就發生了德國入侵低地三國的荷蘭戰役。

### 第二次世界大戰
芬妮·柯恩在德國入侵之前和比她大15歲的楊·布蘭克斯訂婚，將名字從Koen改為Blankers-Koen。楊·布蘭克斯當時是體育記者，也是荷蘭女子代表隊的教練，他一開始對於女子運動的概念和當時其他人的想法類似，認為女生不該參與體育競賽。不過在他愛上柯恩之後，想法就漸漸往女子運動員的方向改變了。
芬妮·白蘭克-柯恩在1942年生下長子Jan Junior，荷蘭媒體直接假定她的運動生涯可能要告一段落了。當時很少有頂尖的已婚女性運動員，而一個媽媽同時是運動員在當時也是不可思議的事。不過白蘭克-柯恩和她的先生另有計劃，他們在長子出生幾週後就繼續訓練。
在二次大戰時，在德國佔領的荷蘭境內仍有國內的比賽，白蘭克-柯恩在1942年至1944年之間打破了六項世界記錄。第一次是在1942年，她刷新了80公尺跨欄的世界紀錄。第二年她在5月30日於阿姆斯特丹打破了跳高記錄，將記錄從1.66 m提昇到1.71 m。然後，她追平了女子100米短跑世界紀錄，不過因為該比賽是由男性及女性一起參賽，因此此成績未獲正式認可。最後她在1943年9月19日創下了跳遠6.25公尺的新世界記錄，這個記錄一直到1954年才被其他運動員打破。。
當時的環境很艱困，很難獲得足夠的食物，對於一個正接受訓練的運動員更是不容易。儘管如此，芬妮·白蘭克-柯恩仍成功在1944年5月打破100 yd（91米）的世界記錄。在同一次運動會中，她參加的接力賽隊伍打破了4 × 110 yd（100米）世界記錄，之前的記錄是由英國隊所創下，打破紀錄一事讓德國媒體非常興奮。數個月後，荷蘭隊打破德國隊所創的4 × 200 m世界紀錄。
1944年至1945年的冬天（即1944年荷蘭大飢荒），糧食大幅缺乏，尤其在大城巿更是如此。芬妮·白蘭克-柯恩在1945年生下了女兒Fanneke，不過和生第一胎時不同，她在分娩後休息了七個月，只接受有限度的訓練。

### 飛翔的家庭主婦

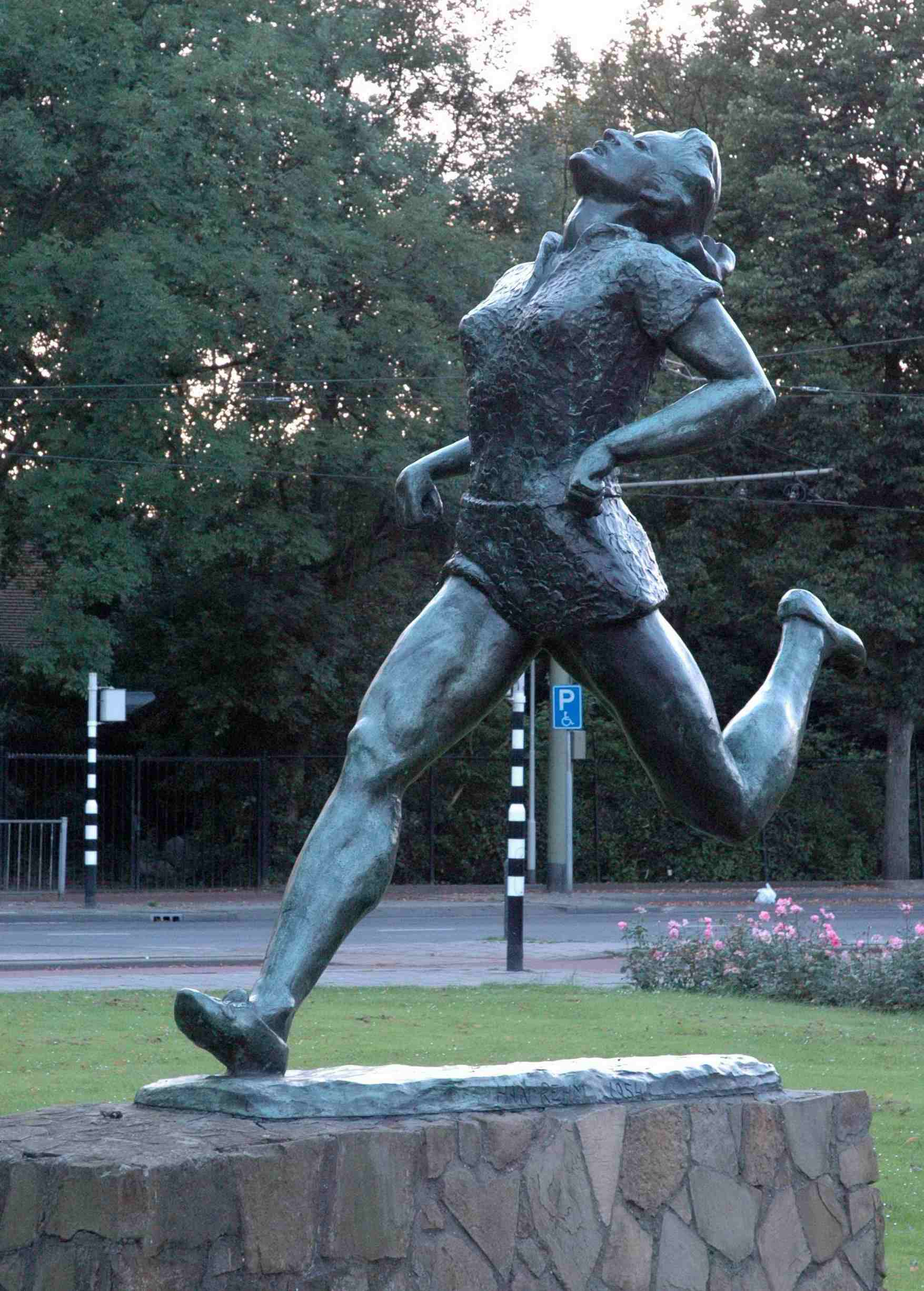
位在荷蘭鹿特丹的芬妮·白蘭克-柯恩雕像

二次大戰後的第一場國際體育競賽是1946年歐洲田徑賽，在挪威奧斯陸舉行。白蘭克-柯恩的100公尺半準決賽和跳高決賽在同一天舉行，在100公尺半準決賽中，她跌倒因此沒有晋級決賽，而跳高最後名列第四名。第二天的比賽情形就好多了，她贏得了80公尺跳欄的冠軍，而荷蘭的4 × 100 m女子接力也獲得第一名。
白蘭克-柯恩在1947年獲得六個荷蘭女子比賽的冠軍，成為荷蘭頂尖的女子田徑選手，很確定會加入1948年夏季奥林匹克运动会的荷蘭代表隊，前往英國比賽。白蘭克-柯恩由於在1946年歐洲田徑賽的經驗，這一次決定不參加跳高及跳遠比賽，將心力專注在100公尺、200公尺、80公尺跨欄及4 × 100公尺接力（而比賽規則也有調整，避免選手參加超過三個的個人田徑比賽）。白蘭克-柯恩在比賽前二個月打破她之前創下的80公尺跨欄世界紀錄，不過仍有些記者質疑，認為對女性田徑選手而言，三十歲太老了一些。英國代表隊經理Jack Crump公開表示：「她年紀太大了，不可能奪牌」。許多荷蘭人則關注她的家庭，認為她應該待在家裡照顧小孩，不應該參加運動比賽。
她的第一個比賽是100公尺，她在半準決賽很輕鬆的晋級，而且是最快跑完的。8月2日決賽時下雨，比賽是在泥濘的跑道中舉行。白蘭克-柯恩的成績是11.9秒，打敗多萝西·曼利及雪莉·斯特里克兰。
白蘭克-柯恩成為第一名贏得奧運金牌的荷蘭田徑選手，而此時她最關心的是接下來要舉行的80公尺跨欄，主要的競爭者是英國選手莫琳·加德纳，也是接受白蘭克-柯恩她先生的教練指導，奧運比賽前的最佳成績平白蘭克-柯恩的世界記錄，而且會為她國家的榮譽而跑。兩名運動員都進入了決賽，白蘭克-柯恩的起步慢了一些（她後來表示她以為那是搶跑）。她很快就加快步伐，不過一直無法擺脫莫琳·加德納，兩人幾乎是同時到終點線。後來會場響起了英國國歌，在温布利球场的觀眾也隨之歡呼，白蘭克-柯恩認為她輸了。不過國歌是因為當時到場的英國皇室而演奏，而後來根據照片確認，第一位到達終點的是的是白蘭克-柯恩，不是莫琳·加德納，二個人的成績都是11.2秒。
雖然前二項比賽獲得了金牌，白蘭克-柯恩在跨欄決賽後一天舉行的200公尺中，差一點沒有參加。沒有參加的原因是因為在比賽前不久，她因為想家而崩潰了。在和她先生長談許久之後，她決定仍然要參加比賽，後來也輕鬆的晋級。決賽是在8月6日，當天下大兩，而白蘭克-柯恩以24.4秒的成績獲得奧運女子200公尺的金牌，領先第二名奥德丽·威廉森0.7秒，這也是奧運女子200公尺決賽記錄中，第一二名時間相差最多的一次。奥黛丽·帕特森獲得第三名，是第一個獲得奧運獎牌的非裔美國女性。
4 × 100公尺接力的決賽在田徑比賽的最後一天舉行。荷蘭隊成員包括克塞尼娅·斯塔德-德容、内蒂·维齐尔斯-蒂默、赫尔达·范德卡德-考代斯及白蘭克-柯恩，她們晋級決賽，而在決賽前一刻，白蘭克-柯恩去店裡買雨衣，最後及時趕到。白蘭克-柯恩是最後一棒，她開始跑是第三名，約落後澳洲及加拿大選手約五公尺，靠著謹慎及緩慢的交換，她追上了領先集團，最後獲得第一名，成績只比澳洲隊快十分之一秒。

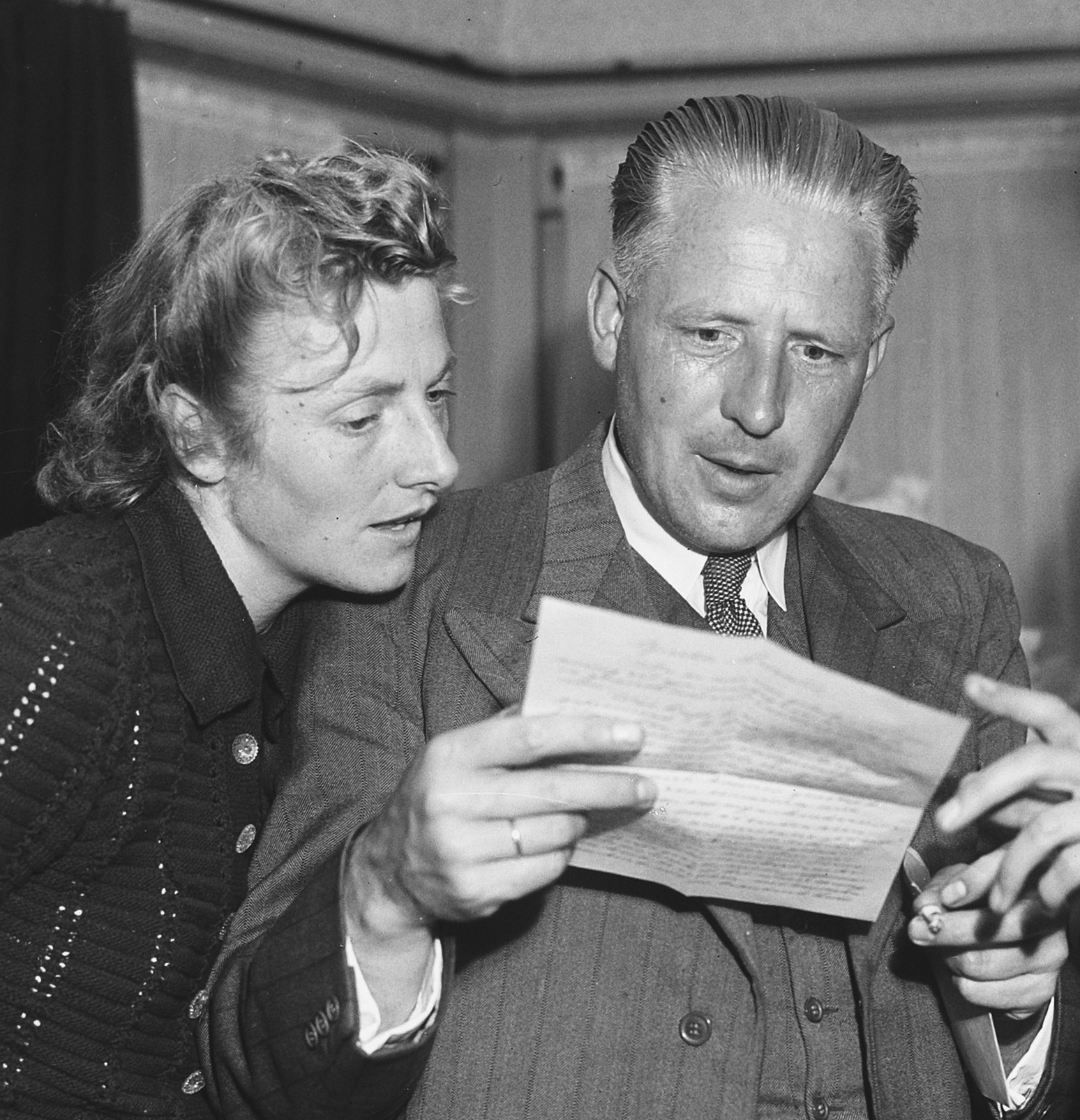
1948年的芬妮·白蘭克-柯恩及讓·白蘭克

白蘭克-柯恩在1948年奧運的9項女子項目中，贏得了4面金牌，在8天內參加了11場比賽。她是第一位獲得四面奧運金牌的女性，而且是在同一次奧運獲得四面金牌。國際媒體譽為「飛翔的家庭主婦」（the flying housewife）、「飛翔的荷蘭媽媽」（the flying Dutchmam）、「amazing Fanny」，在阿姆斯特丹受到大批群眾的歡迎。她被四匹白馬遊行通過城巿，收到了許多的讚美的禮物。阿姆斯特丹巿送給她腳踏車：「以較慢的步伐過日子」及 「她不用那麼辛苦的奔跑」。朱丽安娜女王封與她奧蘭治-拿騷勳章騎士。

### 倫敦奧運之後

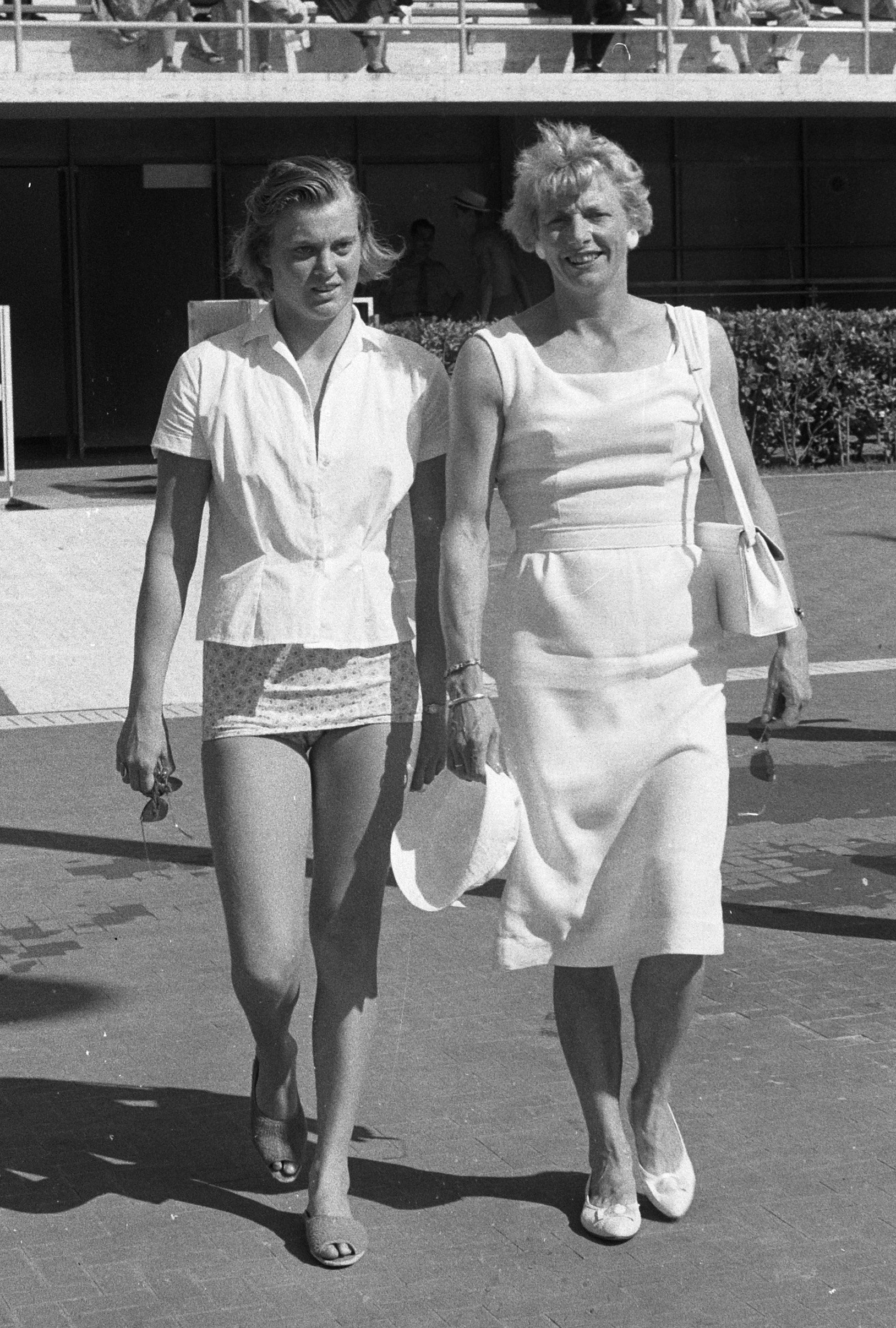
芬妮·白蘭克-柯恩（右邊）和Jopie Troost，拍攝於1960年的奧運

此時白蘭克-柯恩已是全球知名人物，她也收到許多代言、广告、宣传的邀請，不過因為當時嚴格的業餘愛好者規則，她推辭了大部份的邀請。不過白蘭克-柯恩在1949年出國前往澳洲及美國推廣女子田徑。
白蘭克-柯恩獲選為1948年赫尔姆斯运动基金会世界杯的歐洲冠軍，在 1949年參加洛杉磯体育馆接力赛。
1950年時，有一位白蘭克-柯恩的競爭對手發生了爭議事件。在前一年時有一位荷蘭短跑天才Foekje Dillema開始展露頭角，她在1950年打破了荷蘭女子二百公尺的全國紀錄，有些媒體將她譽為「新一代的芬妮」。1950年時国际田径联合会開始了強制的性别验证政策，並且對Dillema進行了性別測試，結果沒有完整公佈。因此Dillema被逐出荷蘭皇家田徑組織，她打破的荷蘭女子二百公尺也遭
。Dillema再也沒有提過這件事，她最後在2007年12月去世。
在Dillema死後，由她衣服上採集的細胞所進行的法医检验，發現她的DNA中，竟有一個Y染色體，因此她可能是染色體有鑲嵌現象或true hermaphrodite。當時代表團中大部份的女性懷疑性别验证是出於芬妮·白蘭克-柯恩及她的先生，原因是要減少白蘭克-柯恩的一位對手，不過這個一直沒有得到證實。
白蘭克-柯恩在1950年位在布魯賽爾的歐洲田徑賽中，幾乎重演了她在奧運中的表現。贏得了100公尺、200公尺及80公尺跨欄的金牌，而且大幅領先對手（至少差0.4秒以上），但在接力賽沒能獲得金牌，而是由英國隊獲得金牌。
白蘭克-柯恩在34歲時參加在赫爾辛基舉行的1952年夏季奥林匹克运动会，是她第三名參加奧運。她的體能狀況很好，但是當時長了皮膚癤，影響她的表現。她在有資格參加100公尺半準決賽，但為了跨欄而放棄了100公尺比賽。跨欄比賽中進入了決賽，但在比賽時碰倒第二個跨欄，最後放棄比賽，這也是她最後一次國際性的大型比賽。白蘭克-柯恩在1955年8月7日獲得了荷蘭铅球的冠軍，是她第58次獲得國內比賽的榮譽，也是她最後一次得到冠軍。

### 退役后
白蘭克-柯恩在其運動員生涯結束後，自1958年歐洲田徑錦標賽到1968年夏季奥林匹克运动会之間的期間擔任荷蘭代表隊的領隊。
白蘭克-柯恩的先生楊在1977年過世，這也迫使白蘭克-柯恩要更加獨立。白蘭克-柯恩在先生過世幾年之後，搬回了家鄉霍夫多普。自1981年起開始了國際性的芬妮·白蘭克-柯恩田徑賽，目前仍在亨厄洛舉行，每年一次。
白蘭克-柯恩的最後一個獎項是在1999年。在一個国际田径联合会（IAAF）舉辦，位在摩纳哥的盛會中，宣布白蘭克-柯恩是「世紀女運動員」。白蘭克-柯恩對自己獲得此一獎項非常驚訝，
回應說：「獲得這個獎項的是我嗎？」。
白蘭克-柯恩在她過世前的幾年，已經患有阿茲海默症，住在精神科疗养院，她也失聰了。白蘭克-柯恩在2004年1月25日在霍夫多普過世，享年85歲。
在白蘭克-柯恩過世前的一年，記者Kees Kooman出版了第一本白蘭克-柯恩的傳記《Een koningin met mannenbenen》（有男子之腳的女王）。作者
在訪問了許多白蘭克-柯恩的親人、朋友以及當代的運動員，而此傳記描繪的白蘭克-柯恩也和以往大家熟知的她有所不同。在白蘭克-柯恩全盛的時期，荷蘭媒體及國際媒體都把她描繪成成功的媽媽（也因此會有「飛翔的家庭主婦」的稱號），對她本身的成就非常謙虛。Kooman傳記中的白蘭克-柯恩是一個發現自己很難表達感情，而且全力求勝的人。白蘭克-柯恩曾在1949年在她先生的協助下，寫過一本自傳。
白蘭克-柯恩所創下100公尺11.5秒的紀錄，長達62年的時間都是阿姆斯特丹Phanos俱樂部的紀錄，一直到2010年5月才被杰米尔·萨穆埃尔所打破。

## Fanny Blankers-Koen Carrièreprijs
Fanny Blankers-Koen Carrièreprijs是由荷蘭奧林匹克委員會和體育同盟（NOC*NSF）所創的獎項，是要獎勵荷蘭運動員的成就，在2005年12月9日首次頒發。首次頒發時，有五名運動員獲獎：柔道選手安東·赫辛克、花样滑冰選手蕭克耶·戴克斯特拉、赛艇選手尼科·林克斯、速度滑冰選手阿尔德·斯亨克及足球選手及教練约翰·克鲁伊夫。之後此獎項每年頒發給一名運動員。

## 獎項和稱讚

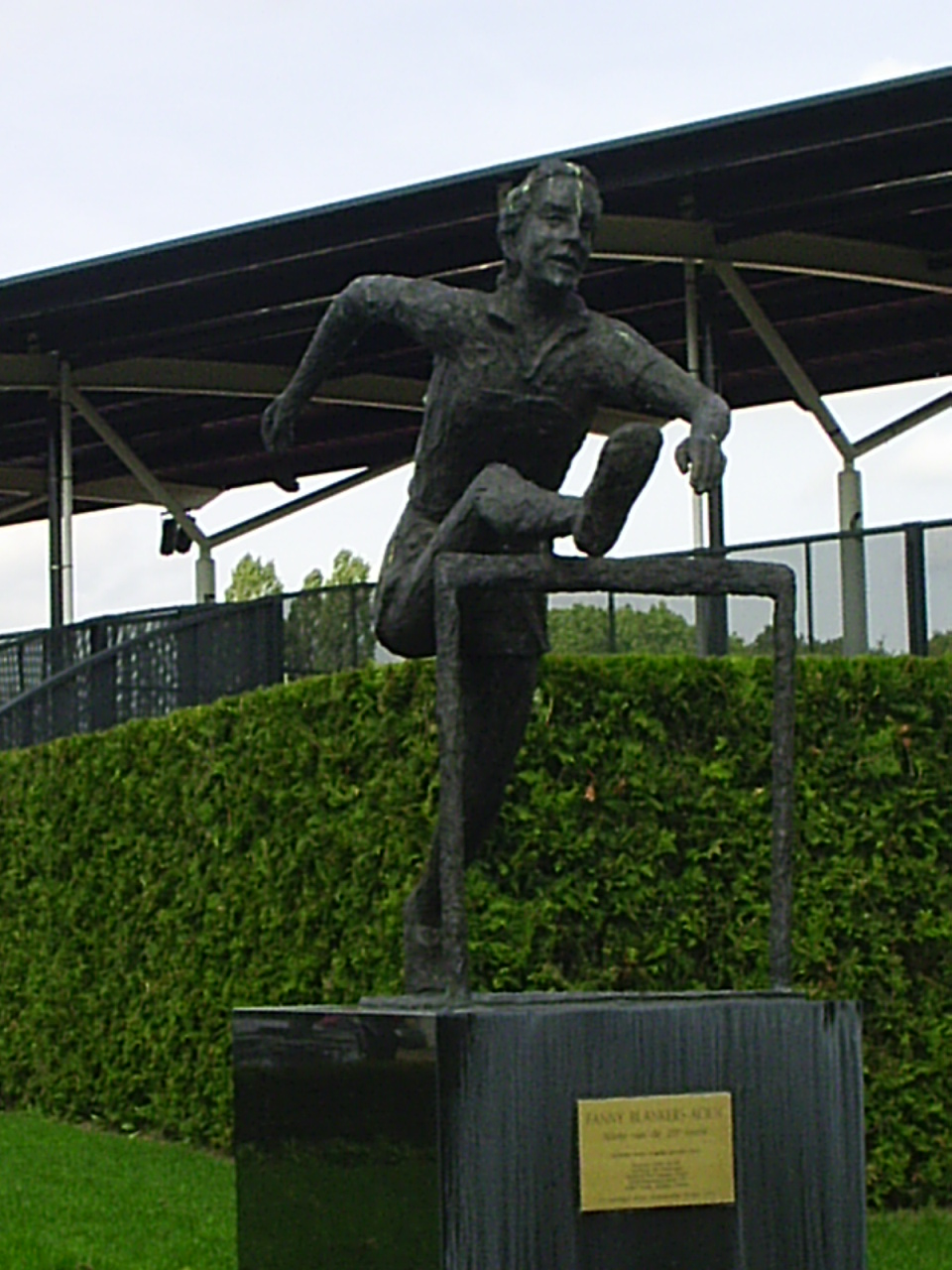
芬妮·白蘭克-柯恩的塑像，位在亨厄洛

- 荷蘭年度運動員（英语：Dutch Athlete of the Year）：1937年、1940年、1943年
- 美聯社年度女運動員（英语：Associated Press Female Athlete of the Year）：1948年
- Order of Orange-Nassau騎士：1949年
- NOC*NSP獎章：1949年
- 荷蘭皇家運動員協會（英语：Royal Dutch Athletics Federation）榮譽成員：1949年
- IAAF20世紀女運動員：1999年
- 国际田联名人堂：2012年

芬妮·白蘭克-柯恩列名在1001 Vrouwen uit de Nederlandse geschiedenis，一個包括1001位重要荷蘭重要女性生平的書中。在2004年的全國投票時，芬妮·白蘭克-柯恩被選為最伟大的荷兰人中的第29名，是運動員中的第三名（在足球員Johan Cruyff及马尔科·范巴斯滕的後面），是女性運動員中的第一名。
在荷蘭有二座她的公共雕像，一個是由Han Rehm所製，於1954年安置在鹿特丹，另一個是Antoinette Ruiter所製，在2007年5月9日立在亨厄洛。在2007年時，在阿姆斯丹Olympiaplein的運動公園中也立了牌子，上面寫著Hier trainde Fanny Blankers-Koen（芬妮·白蘭克-柯恩曾在此訓練）。有許多地方以她的名字起名，例如阿姆斯丹的消防局（Fanny Blankers-Koenkazerne）、阿尔梅勒的公園（FBK-sportpark）、位在霍夫多普的體育館（Fanny Blankers-Koen hal）以及亨厄洛的芬妮·白蘭克-柯恩體育館。每年在芬妮·白蘭克-柯恩體育館也會舉行芬妮·白蘭克-柯恩田徑賽。
芬妮·白蘭克-柯恩出現在2018年4月26日的Google涂鸦中，當天是她的100歲生日。

## 國際比賽
| 年   | 賽事       | 舉辦城市       | 名次           | 項目            | 記錄     |
| ---- | ---------- | -------------- | -------------- | --------------- | -------- |
| 1936 | 奧運       | 德國柏林       | 第6名          | 跳高            | 1.55公尺 |
| 1936 | 奧運       | 德國柏林       | 第5名          | 4×100公尺接力   | 48.8     |
| 1938 | 歐洲田徑賽 | 奧地利維也納   | 第3名          | 100公尺         | 12.0     |
| 1938 | 歐洲田徑賽 | 奧地利維也納   | 第3名          | 200公尺         | 24.9     |
| 1946 | 歐洲田徑賽 | 挪威奥斯陆     | – （半準决赛） | 100公尺         | DNF      |
| 1946 | 歐洲田徑賽 | 挪威奥斯陆     | 第1名          | 80公尺跨欄      | 11.8     |
| 1946 | 歐洲田徑賽 | 挪威奥斯陆     | 第1名          | 4 × 100公尺     | 47.8     |
| 1946 | 歐洲田徑賽 | 挪威奥斯陆     | 第4名          | 跳高            | 1.57 m   |
| 1948 | 奧運       | 英國倫敦       | 第1名          | 100公尺         | 11.9     |
| 1948 | 奧運       | 英國倫敦       | 第1名          | 200公尺         | 24.4     |
| 1948 | 奧運       | 英國倫敦       | 第1名          | 80公尺跨欄      | 11.2     |
| 1948 | 奧運       | 英國倫敦       | 第1名          | 4×100公尺接力   | 47.5     |
| 1950 | 歐洲田徑賽 | 比利時布鲁塞尔 | 第1名          | 100公尺         | 11.7     |
| 1950 | 歐洲田徑賽 | 比利時布鲁塞尔 | 第一名         | 200公尺         | 24.0     |
| 1950 | 歐洲田徑賽 | 比利時布鲁塞尔 | 第一名         | 80公尺跨欄      | 11.1     |
| 1950 | 歐洲田徑賽 | 比利時布鲁塞尔 | 第二名         | 4 × 100公尺接力 | 47.4     |
| 1952 | 奧運       | 芬蘭赫尔辛基   | – （半準決賽） | 100公尺         | DNS      |
| 1952 | 奧運       | 芬蘭赫尔辛基   | – （決賽）     | 80公尺跨欄      | DNF      |

## 全國冠軍
| 項目         | 年份                                                                                                   |
| ------------ | --- |
| 100公尺      | 1937年、1938年、1939年、1940年、1942年、1943年、1944年、1946年、1947年、1948年、1949年、1951年、1952年 |
| 200公尺      | 1936年、1937年、1938年、1939年、1940年、1944年、1946年、1947年、1948年、1950年、1951年、1952年         |
| 80公尺跨欄   | 1940年、1944年、1946年、1947年、1948年、1949年、1950年、1951年、1952年、1953年、1954年                 |
| 跳高         | 1936年、1937年、1939年、1940年、1946年、1947年、1948年、1949年、1950年、1951年                         |
| 跳遠         | 1939年、1940年、1942年、1944年、1946年、1947年、1948年、1950年、1951年                                 |
| 鉛球         | 1947年、1955年                                                                                         |
| 女子五項全能 | 1937年                                                                                                 |

## 紀錄

### 個人最佳成績
| 項目         | 成績     | 日期             | 地點       | 備註                              |
| ------------ | -------- | ---------------- | ---------- | --------------------------------- |
| 100碼        | 10.6秒   | 1952年7月5日     | 瓦瑟纳尔   | NR                                |
| 100公尺      | 11.5秒   | 1948年6月16日    | 阿姆斯特丹 | WR 1948年–1952年 NR 1948年–1969年 |
| 200公尺      | 23.9秒   | 1952年9月22日    | 安特卫普   | NR 1952年–1967年                  |
| 220碼        | 24.2秒   | 1950年6月29日    | 布雷西亚   | WR 1950年–1954年                  |
| 800公尺      | 2.29.0秒 | 1935年9月22日    | 阿姆斯特丹 | NR 1935年–1953年                  |
| 80公尺跨欄   | 11.0秒   | 1948年6月20日    | 阿姆斯特丹 | WR 1948年–1952年 NR 1948年–1963年 |
| 跳遠         | 6.25公尺 | 1943年9月19日    | 莱顿       | WR 1943年–1954年 NR 1943年–1960年 |
| 跳高         | 1.71公尺 | 1943年5月30日    | 阿姆斯特丹 | WR 1943年–1951年 NR 1943年–1966年 |
| 女子五項全能 | 4692分   | 1951年9月15-16日 | 阿姆斯特丹 | WR 1951年–1953年 NR 1951年–1968年 |

## 傳記
- Bijkerk, Ton. . Journal of Olympic History（英语：Journal of Olympic History）. May 2004, 12–2: 56–60.
- Blankers, Jan; Van Leeuwen, Aad. . 's-Graveland : Konings Pyramide. 1949.
- Kooman, Kees. . Amsterdam: L.J. Veen]. 2003. ISBN 90-204-0820-8. OCLC 56809653.

## 外部連結
- Fanny Blankers-Koen Games （页面存档备份，存于）
- . Olympic Movement. （原始内容存档于2010-07-30）.

| 紀錄                             | 紀錄                                                   | 紀錄                     |
| -------------------------------- | ------------------------------------------------------ | ------------------------ |
| 前任者： Claudia Testoni         | 女子80米跨欄世界紀錄保持者 1942年9月20日–1952年7月23日 | 繼任者： 雪莉·斯特里克兰 |
| 前任者： 斯坦尼斯洛娃·瓦拉谢维奇 | 女子100米短跑世界紀錄保持者 1943年9月5日–1952年7月22日 | 繼任者： 玛乔丽·杰克逊   |
| 前任者： Ilsebill Pfenning       | 女子跳高世界紀錄保持者 1943年5月30日 – 1951年7月7日    | 繼任者： 希拉·勒威尔     |
| 前任者： Christel Schulz         | 女子跳遠世界紀錄保持者 1943年9月19日 – 1954年2月20日   | 繼任者： 伊薇特·威廉斯   |